# Roger Delgado
Roger Caesar Marius Bernard de Delgado Torres Castillo Roberto (ur. 1 marca 1918 w Londynie, zm. 18 czerwca 1973 w Nevşehir) – brytyjski aktor filmowy i telewizyjny. Delgado najbardziej znany jest jako pierwszy odtwórca roli Mistrza w brytyjskim serialu science-fiction pt. Doktor Who.
Jego matka pochodziła z Belgii, natomiast ojciec z Hiszpanii. W 1957 wziął ślub z Kismet Shahani.
W 1973 podczas produkcji miniserialu La Cloche Tibetaine w Turcji Delgado wraz z dwoma innymi filmowcami miał wypadek samochodowy (samochód spadł z wąwozu), wskutek czego zmarł.

## Filmografia
Źródło:

### Seriale
| Rok                    | Nazwa serialu                           | Rola                                 | Uwagi                                                             |
| ---------------------- | --------------------------------------- | ------------------------------------ | ----------------------------------------------------------------- |
| 1952                   | Operation Diplomat                      | Harrison                             | odc. „Gida”                                                       |
| 1954                   | The Three Musketeers                    | Athos                                | 6 odcinków                                                        |
| 1955                   | St. Ives                                | Gautier                              | 2 odcinki                                                         |
| 1955                   | Quatermass II                           | Hugh Conrad                          | odc. „The Coming”                                                 |
| 1955                   | London Playhouse                        | Jack Wilson                          | odc. „Adeline Girard”                                             |
| 1955–1957              | BBC Sunday-Night Theatre                | różne role                           | 6 odcinków                                                        |
| 1956                   | The Adventures of the Scarlet Pimpernel | Andre                                | odc. „The Farmer's Boy”                                           |
| 1956                   | Nom-de-Plume                            | różne role                           | 2 odcinki                                                         |
| 1957                   | Sword of Freedom                        | Virelli                              | odc. „Angelica's Past”                                            |
| 1957                   | Assignment Foreign Legion               | Lt. Lachaise                         | odc. „The Coward”                                                 |
| 1957                   | The Buccaneers                          | Don Ferdinand Esteban / Kpt. Mendoza | 3 odcinki                                                         |
| 1957                   | Huntingtower                            | Speidel                              | 6 odcinków                                                        |
| 1957                   | Billy Bunter of Greyfriars School       | Monsieur Charpentier                 | odc. „Bunter the Ventriloquist”                                   |
| 1957                   | Overseas Press Club – Exclusive!        | Gość na przyjęciu w ambasadzie       | odc. „Two Against the Kremlin”                                    |
| 1957                   | O.S.S.                                  | Luigi                                | odc. „Operation Big House”                                        |
| 1957                   | The Silver Sword                        | Nazista                              | odc. „Escape from Bavaria”                                        |
| 1957, 1958, 1965, 1967 | ITV Play of the Week                    | różne role                           | 4 odcinki                                                         |
| 1958                   | White Hunter                            | Gomez                                | odc. „Killer Leopard”                                             |
| 1958                   | The Adventures of Robin Hood            | Ambasador                            | odc. „The Minstrel”                                               |
| 1958                   | Queen's Champion                        | Don Jose                             | 8 odcinków; miniserial                                            |
| 1959                   | The Adventures of William Tell          | Luigi                                | odc. „The Black Brothers”                                         |
| 1959                   | Hancock's Half Hour                     | Menadżer klubu nocnego               | odc. „Spanish Interlude”; niewymieniony w napisach końcowych      |
| 1959–1960              | The Four Just Men                       | Inspektor Rossi                      | 2 odcinki                                                         |
| 1959, 1964, 1965       | The Third Man                           | różne role                           | 4 odcinki                                                         |
| 1960                   | Saturday Playhouse                      | J. L. Blenkin QC                     | odc. „Conflict at Kalanadi”                                       |
| 1960                   | The Splendid Spur                       | Sir Basil Grenville                  | odc. „Joan of the Tor”                                            |
| 1960                   | About Religion                          | Chamberlain                          | odc. „The News on Good Friday”                                    |
| 1960                   | Armchair Mystery Theatre                | Curt                                 | odc. „Flight from Treason”                                        |
| 1960                   | Rendezvous                              | Gallo Briganti                       | odc. „Next Time You'll See Venice/Next Time You See Venice”       |
| 1960                   | Armchair Theatre                        | Antonio                              | odc. „A Heart and a Diamond”                                      |
| 1960                   | Biggles                                 |                                      | 3 odcinki                                                         |
| 1960                   | The Odd Man                             | Bernard Berridge                     | 3 odcinki                                                         |
| 1960                   | Somerset Maugham Hour                   | Włoski gubernator                    | odc. „The Human Element”                                          |
| 1961                   | One Step Beyond                         | Kapitan Santoro                      | odc. „The Face”                                                   |
| 1961                   | Knight Errant Limited                   | Branco                               | odc. „Seawolf in Lisbon”                                          |
| 1961                   | Danger Man                              | Von Golling                          | odc. „Under the Lake”                                             |
| 1961                   | Triton                                  | Mężczyzna                            |                                                                   |
| 1961                   | Plateau of Fear                         | Generał Perera                       | 1 odcinek                                                         |
| 1961–1962              | Sir Francis Drake                       | Mendoza                              | 7 odcinków                                                        |
| 1961–1964              | Ghost Squad                             | różne role                           | 4 odcinki                                                         |
| 1961, 1969             | Rewolwer i melonik                      | Kreer / Vasco                        | 2 odcinki                                                         |
| 1962                   | Saki                                    | Laposhka                             | 1 odcinek                                                         |
| 1962                   | Richard the Lionheart                   | Laki                                 | odc. „The Norman King”                                            |
| 1962                   | Z-Cars                                  | Gregori Katsybalis                   | odc. „Business Trip”                                              |
| 1962, 1963             | Maigret                                 | różne role                           | 2 odcinki                                                         |
| 1962, 1966             | Święty                                  | Kaptain Rodriguez / Menadżer hotelu  | 2 odcinki                                                         |
| 1963                   | Comedy Playhouse                        |                                      | odc. „And Here, All the Way From...”                              |
| 1963                   | The Human Jungle                        | Wirral                               | odc. „The Two-Edged Sword”                                        |
| 1963                   | Espionage                               | Gebal                                | odc. „A Camel to Ride”                                            |
| 1964                   | Crane                                   | Barman                               | odc. „Murder Is Waiting”                                          |
| 1964                   | The Protectors                          | Slankin                              | odc. „Freedom!”                                                   |
| 1964                   | Madame Bovary                           | Clerk                                | odc. „Judgement”                                                  |
| 1964                   | Detective                               | De Revigne                           | odc. „Death in Ecstacy”                                           |
| 1964                   | Sergeant Cork                           | Inspektor Puichard                   | odc. „The Case of the Great Pearl Robbery”                        |
| 1964                   | The Valiant Varneys                     |                                      | 1 odcinek                                                         |
| 1964                   | Laughter from the Whitehall             | Max                                  | odc. „Simple Spymen”                                              |
| 1965                   | Sherlock Holmes                         | Moser                                | odc. „The Disappearance of Lady Frances Carfax”                   |
| 1966                   | Orlando                                 | Król Halara                          | 2 odcinki                                                         |
| 1966                   | Court Martial                           | Salvatore Fratuzzi                   | odc. „The Liberators”                                             |
| 1966                   | The Power Game                          | Farid Salem                          | odc. „The Front Men”                                              |
| 1967                   | Mrs Thursday                            | Sierżant Champignon                  | odc. „A Genuine Moorish Momento”                                  |
| 1968                   | Man in a Suitcase                       | Ambasador                            | odc. „Burden of Proof”                                            |
| 1968                   | Virgin of the Secret Service            | Vizier                               | odc. „The Rajah and the Suffragette”                              |
| 1968                   | Vendetta                                | Gianmaria Negrini                    | odc. „The Money Man”                                              |
| 1968                   | The Man in the Iron Mask                | M. Fouquet                           | 3 odcinki                                                         |
| 1968                   | Harry Worth                             | Kuroff                               | odc. „James Bond: Where Are You?”                                 |
| 1969                   | The Troubleshooters                     | Souza                                | odc. „So You Think You're One of Us”                              |
| 1969                   | The Champions                           | Yussef                               | odc. „Desert Journey”                                             |
| 1969                   | Randall i duch Hopkirka                 | Tapiro                               | odc. „The Ghost Who Saved the Bank at Monte Carlo”                |
| 1970                   | The Borderers                           | Sieur Le Trompeur                    | odc. „Among the Eagles”                                           |
| 1970                   | Codename                                | Rogov                                | odc. „Have a Word with Greco”                                     |
| 1971                   | The Rivals of Sherlock Holmes           | Silva                                | odc. „Madame Sara”                                                |
| 1971                   | Partnerzy                               | Estoban                              | odc. „To the Death, Baby”                                         |
| 1971–1973              | Doktor Who                              | Mistrz                               | 37 odcinków                                                       |
| 1972                   | Jason King                              | Kapitan Garozzo                      | odc. „The Stones of Venice”                                       |
| 1972                   | Aquarius                                | Dr Blood                             | odc. „Down by the Greenwood Side – A Pantomime with a Difference” |
| 1973                   | BBC Play of the Month                   | Przywódca świętego bractwa           | odc. „The Adventures of Don Quixote”                              |
| 1974                   | The Zoo Gang                            | Pedro                                | odc. „The Lion Hunt”; wyemitowane po śmierci aktora               |
| 1974                   | La cloche tibétaine                     |                                      | odc. „L'escadron d'or”; miniserial; wyemitowane po śmierci aktora |

### Filmy
| Rok  | Nazwa filmu                   | Rola                        | Uwagi                                                    |
| ---- | ----------------------------- | --------------------------- | -------------------------------------------------------- |
| 1948 | Distinguished Gathering       | Eliot Richard Vines         | film telewizyjny                                         |
| 1952 | Murder at Scotland Yard       | George Grayson              |                                                          |
| 1952 | Portrait of Peter Perowne     | Hatton                      | film telewizyjny                                         |
| 1953 | The Broken Horseshoe          | Felix Galegos               |                                                          |
| 1953 | The Missing Man               | Inspektor paryskiej policji | film krótkometrażowy; niewymieniony w napisach końcowych |
| 1953 | The Captain's Paradise        | Policjant                   |                                                          |
| 1953 | Blood Orange                  | Marlowe                     |                                                          |
| 1954 | The Belles of St. Trinian's   | Pomocnik sułtana            | niewymieniony w napisach końcowych                       |
| 1954 | Third Party Risk              | Detektyw Gonzales           |                                                          |
| 1955 | The Vale of Shadows           | Matthew                     | film telewizyjny                                         |
| 1955 | Storm Over the Nile           | Szpieg                      |                                                          |
| 1956 | The Alien Sky                 | Mahmoud                     | film telewizyjny                                         |
| 1956 | The Advancing Shadow          | Talibh                      | film telewizyjny                                         |
| 1956 | Destination Death             | Oficer lizbońskiej policji  | film krótkometrażowy                                     |
| 1956 | Bitwa o ujście rzeki          | Kapitan Varela              |                                                          |
| 1957 | Manuela                       | Nieznajomy                  |                                                          |
| 1957 | The Case of the Smiling Widow | Commisserio                 | film krótkometrażowy                                     |
| 1957 | Man in the Shadow             | Alberto                     | niewymieniony w napisach końcowych                       |
| 1957 | Doña Clarines                 | Luján                       | film telewizyjny                                         |
| 1958 | Sea Fury                      | Salgado                     |                                                          |
| 1958 | Women in Love                 | Luis                        | film telewizyjny                                         |
| 1958 | Mark of the Phoenix           | Devron                      |                                                          |
| 1959 | First Man Into Space          | Ramon de Guerrera           |                                                          |
| 1959 | The Stranglers of Bombay      | Bundar                      | niewymieniony w napisach końcowych                       |
| 1959 | The Three Princes             | Książę Wschodu Słońca       | film telewizyjny                                         |
| 1960 | Sands of the Desert           | Abu Nial                    |                                                          |
| 1961 | The Singer Not the Song       | Pedro de Cortinez           |                                                          |
| 1961 | The Terror of the Tongs       | Tang Hao                    |                                                          |
| 1962 | Village of Daughters          | Francisco Predati           |                                                          |
| 1962 | The Road to Hong Kong         | Jhinnah                     |                                                          |
| 1962 | Guns of Darkness              | Hernandez                   | głos                                                     |
| 1962 | In Search of the Castaways    | Więzień                     |                                                          |
| 1963 | The Mind Benders              | Dr Jean Bonvoulois          | niewymieniony w napisach końcowych                       |
| 1963 | The Running Man               | Hiszpański Lekarz           |                                                          |
| 1964 | Hot Enough for June           | Josef                       |                                                          |
| 1965 | Masquerade                    | Ahmed Ben Faïd              | niewymieniony w napisach końcowych                       |
| 1966 | Chartum                       |                             | niewymieniony w napisach końcowych                       |
| 1966 | The Sandwich Man              | Abdul                       |                                                          |
| 1967 | Całun mumii                   | Hasmid                      |                                                          |
| 1968 | Star!                         | Francuski ambasador         | niewymieniony w napisach końcowych                       |
| 1969 | The Assassination Bureau      | Członek prezydium           | niewymieniony w napisach końcowych                       |
| 1970 | You Can't Win 'Em All         | Kapitan Enver               |                                                          |
| 1970 | Underground                   | Xavier                      |                                                          |
| 1972 | Antony and Cleopatra          | Wróżbita                    |                                                          |